# Ulrika Ljungman
Ulrika Lindelia Beth Ljungman, född 21 juni 1906 i Stockholm, död 14 april 2002 i Osby,, var en svensk katolsk mystiker och författare, verksam i Flodbergskretsen. 
Ulrika Ljungman var dotter till auditör Carl John Daniel Ljungman och hans första hustru Alfhild, ogift Silfverstolpe. Ulrika Ljungman gjorde mycket för att sprida kännedomen om Flodbergskretsen genom sin bok Gud – och intet mer. Levnadsteckningar och brev från den mystika Flodbergskretsen (1984). Det blev den första helhetliga introduktionen till Flodbergskretsen. 
Hennes biktfader var Wilfrid Stinissen, som hon satte högt, fastän hon sade att "Hjalmar Ekström var ett strå vassare". Det var dock Ekström som hade tillrått henne att bli katolik, eftersom det, som han sa "fanns mera mystik där". 
Hon var gift under en period, men skildes 1934.